# Ядерний реактивно-імпульсний двигун

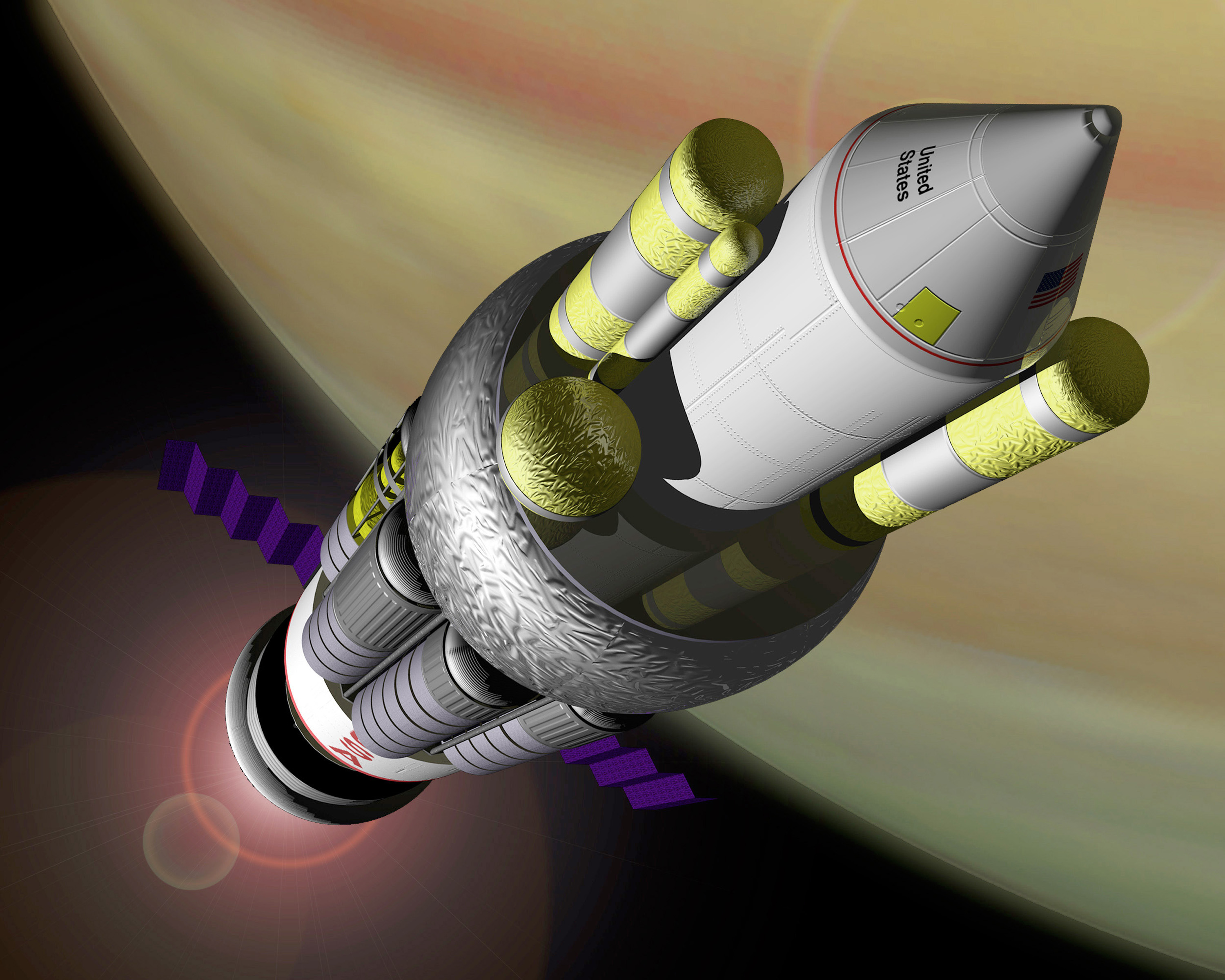
Концепція художника «базового» космічного корабля проєкту «Оріон», що працює на основі ядерної імпульсної тяги.

Ядерний реактивно-імпульсний двигун або зовнішній імпульсний плазмовий рушій є гіпотетичним методом руху космічного корабля, який використовує ядерні вибухи для тяги. Він виник як проєкт «Оріон» за підтримки DARPA за пропозицією Станіслава Улям а в 1947 році. Новіші конструкції з використанням інерційного термоядерного синтезу були основою для більшості пізніших проєктів, включаючи проєкт «Дедал» і проєкт Longshot.

## Історія

### Лос-Аламос
Розрахунки для потенційного використання цієї технології були зроблені в лабораторії з кінця 1940-х до середини 1950-х років.

### Проєкт Оріон

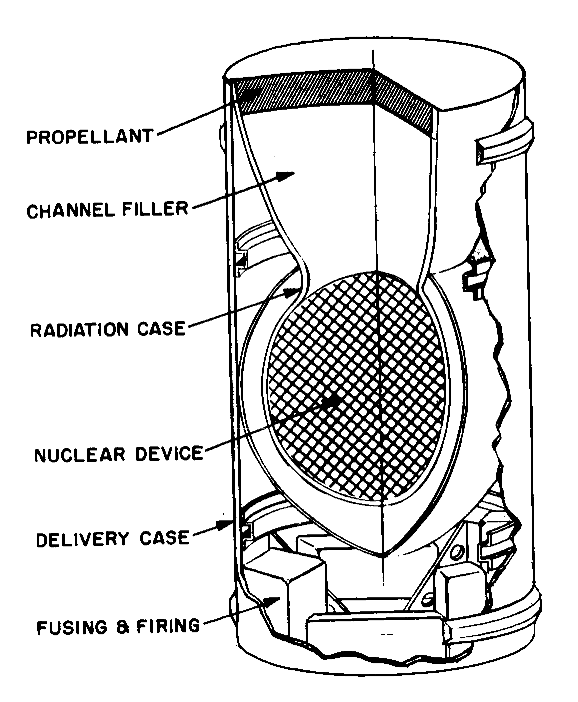
Ядерний імпульсний рушій. Заряд вибухової речовини абляційно випаровує порох, відштовхуючи його від заряду та одночасно створюючи плазму з палива. Потім паливо вдаряється по пластині штовхача в нижній частині космічного корабля «Оріон», надаючи імпульс «штовхальної» енергії..

Проєкт «Оріон» був першою серйозною спробою сконструювати ядерну імпульсну ракету. Наприкінці 1950-х і на початку 1960-х років у General Atomics була розроблена конструкція з ідеєю реагування невеликих спрямованих ядерних вибухових речовин із використанням варіанту конструкції двоступеневої бомби Теллера-Улама проти великої сталевої пластини-штовхача, прикріпленої до космічного корабля з амортизаторами. . Ефективна спрямована вибухівка максимізувала передачу імпульсу, що призвело до питомих імпульсів у діапазоні 6000 секунд, або приблизно в тринадцять разів більше, ніж у головного двигуна космічного човника. З уточненням можна отримати теоретичний максимум 100 000 секунд (1 МН·с/кг). Тяги обчислювалися мільйонами тонн, що давало змогу будувати космічні кораблі розміром більше 8 × 106 тонн із матеріалів 1958 року.
Еталонний проєкт мав бути виготовлений зі сталі за типом конструкції підводного човна з екіпажем понад 200 чоловік і злітною масою апарата в кілька тисяч тонн. Ця одноетапна еталонна конструкція досягне Марса та повернеться з поверхні Землі за чотири тижні (порівняно з 12 місяцями для поточної еталонної місії НАСА з хімічним двигуном). Той самий корабель міг би відвідати супутники Сатурна протягом семимісячної місії (порівняно з місіями з хімічним двигуном приблизно дев'ять років). Помітні інженерні проблеми, які виникли, були пов'язані з екрануванням екіпажу та терміном служби штовхача.
Хоча система здавалася працездатною, проєкт було закрито в 1965 році, головним чином тому, що Договір про часткову заборону випробувань зробив його незаконним. Фактично, до договору США та Радянський Союз уже окремо підірвали загальну кількість щонайменше дев'яти ядерних бомб, у тому числі термоядерних, у космосі, тобто на висотах понад 100 кілометрів. Етичні проблеми ускладнили запуск такого корабля в магнітосфері Землі: розрахунки з використанням (спірної) лінійної безпорогової моделі радіаційного ураження показали, що опади від кожного зльоту призведуть до смерті приблизно від 1 до 10 осіб. У пороговій моделі такі надзвичайно низькі рівні тонкорозподіленого випромінювання не мали б жодних негативних наслідків, тоді як у моделях гормезису такі крихітні дози були б незначно корисними. Використання менш ефективних чистих ядерних бомб для досягнення орбіти, а потім більш ефективних, більш потужних і брудних бомб для подорожей значно зменшить кількість радіоактивних опадів, спричинених запуском із Землі.

### Проєкт «Дедал»
Проєкт «Дедал» — це дослідження, проведене між 1973 і 1978 роками Британським міжпланетним товариством (BIS) з метою розробки міжзоряного космічного корабля без екіпажу, який міг би досягти сусідньої зірки приблизно за 50 років. Над проєктом працювали десяток вчених та інженерів на чолі з Аланом Бондом. У той час дослідження термоядерного синтезу, здавалося, досягли великих успіхів, і, зокрема, термоядерний синтез з інерційним утриманням (ICF) виявився придатним для використання як ракетний двигун.
ICF використовує невеликі гранули термоядерного палива, як правило, дейтериду літію (6Li2H) з невеликим дейтерієвим/тритієвим тригером у центрі. Гранули кидають у реакційну камеру, де їх з усіх боків вражають лазери або інша форма випромінюваної енергії. Тепло, що виділяється променями, вибухово стискає гранулу до точки, де відбувається плавлення. У результаті виходить гаряча плазма та дуже малий «вибух» у порівнянні з бомбою мінімального розміру, яка потрібна для створення необхідної кількості поділу.
Для «Дедала» цей процес мав відбуватися у великому електромагніті, який утворював ракетний двигун. Після реакції, запаленої електронними променями, магніт направляв гарячий газ назад для тяги. Частина енергії була спрямована на роботу систем і двигуна судна. Щоб зробити систему безпечною та енергоефективною, «Дедал» мав працювати на паливі гелію-3, отриманому з Юпітера.

### Медуза

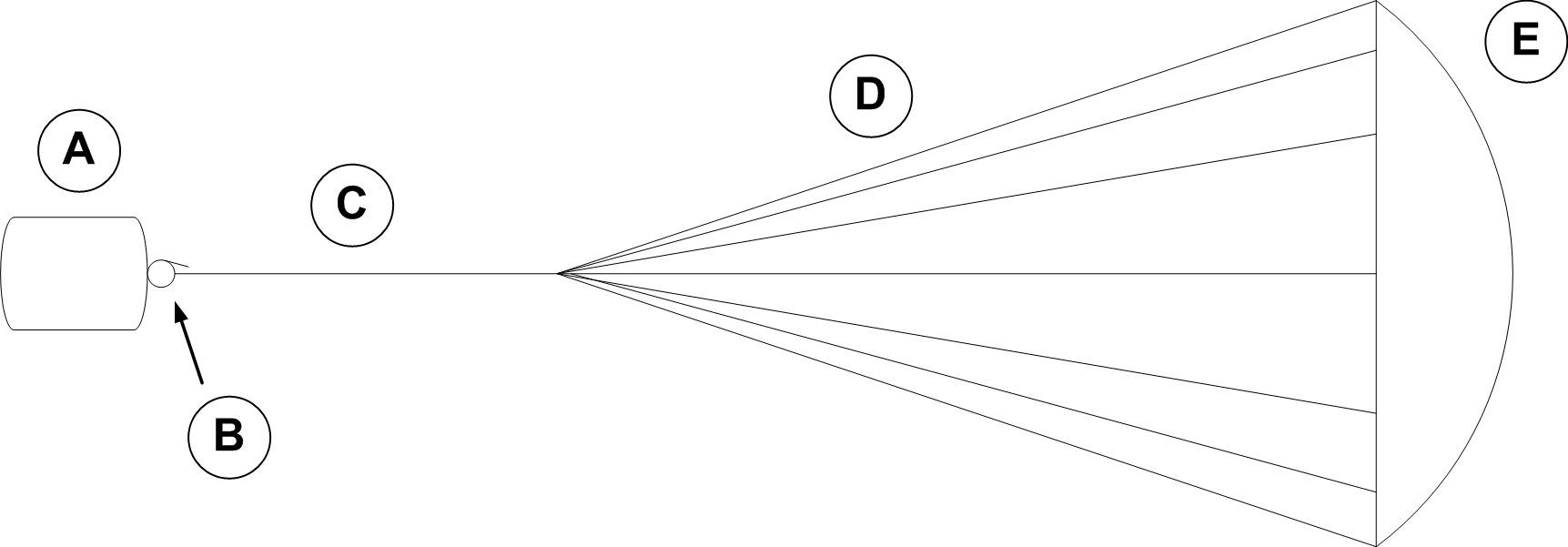
Концептуальна схема двигуна космічного корабля Medusa, що показує: (A) капсулу з корисним навантаженням, (B) механізм лебідки, (C) додатковий основний трос, (D) троси та (E) парашутний механізм.

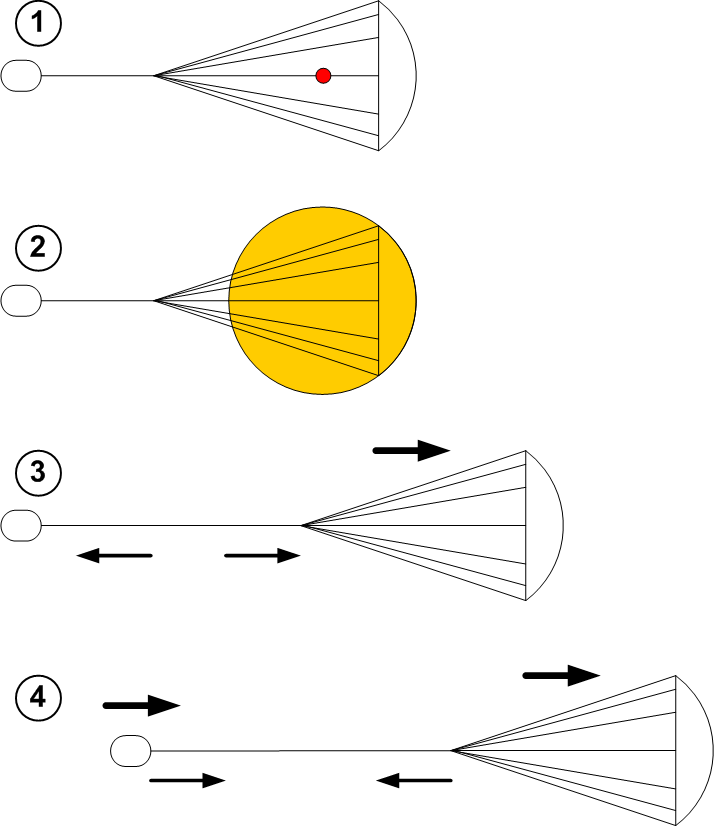
Послідовність роботи рухової установки «Медуза». На цій діаграмі показана послідовність роботи космічного корабля з силовою установкою «Медуза» (1) Починається в момент спрацьовування вибухового імпульсу, (2) Коли вибуховий імпульс досягає купола парашута, (3) штовхає купол, прискорюючи його від вибуху, як космічний корабель використовує основний трос за допомогою лебідки, виробляючи електрику, коли вона висувається, і прискорює космічний корабель, (4) І, нарешті, лебідкою повертається космічний корабель вперед до навісу та використовує надлишок електроенергії для інших цілей.

Конструкція «Медуза» має більше спільного з сонячними вітрилами, ніж зі звичайними ракетами. Він був розроблений Джондейлом Солемом у 1990-х роках і опублікований у журналі Британського міжпланетного товариства (JBIS).
Космічний корабель «Медуза» розгорне перед собою велике вітрило, прикріплене незалежними тросами, а потім запустить ядерну вибухівку вперед, щоб вибухнути між ним і вітрилом. Вітрило прискорюватиметься плазмою та фотонним імпульсом, викидаючи троси, як коли риба тікає від рибалки, генеруючи електрику на «котушці». Космічний корабель використовував би частину виробленої електроенергії, щоб намотатися на вітрило, постійно плавно прискорюючись під час руху.
У оригінальному дизайні кілька тросов, підключених до кількох двигунів-генераторів. Перевага перед одинарним тросом полягає у збільшенні відстані між вибухом і тросом, таким чином зменшуючи пошкодження троса.
Для важких корисних навантажень продуктивність можна покращити, скориставшись перевагами місячних матеріалів, наприклад, обернувши вибухівку місячним каменем або водою, які раніше зберігалися в стабільній точці Лагранжа.
«Медуза» працює краще, ніж класична конструкція «Оріона», тому що її вітрило перехоплює більше вибухового імпульсу, хід амортизатора набагато довший, а основні конструкції знаходяться в натязі, тому можуть бути досить легкими. Кораблі типу «Медуза» могли б видавати питомий імпульс від 50 000 до 100 000 секунд (від 500 до 1000 кН·с/кг).
Медуза стала широко відома публіці в документальному фільмі ВВС «На Марс атомною бомбою: Таємна історія проєкту Оріон». Короткометражний фільм демонструє концепцію художника про те, як працює космічний корабель «Медуза», «кидаючи бомби у вітрило, яке стоїть попереду».

### Проєкт Longshot
Проєкт Longshot був спонсорованим НАСА дослідницьким проєктом, який здійснювався спільно з Військово-морською академією США наприкінці 1980-х років. У певному сенсі Longshot був розвитком основної концепції «Дедал», оскільки він використовував ICF з магнітною воронкою. Ключова відмінність полягала в тому, що вони вважали, що реакція не може живити як ракету, так і інші системи, і натомість включили звичайний ядерний реактор потужністю 300 кВт для роботи корабля. Додаткова вага реактора дещо знизила продуктивність, але навіть з використанням палива LiD він зможе досягти сусідньої зірки Альфа Центавра за 100 років (приблизна швидкість 13 411 км/с, на відстані 4,5 світлового року, що еквівалентно 4,5 % швидкості світла).

### Ядерна реакція, каталізована антиречовиною
У середині 1990-х років дослідження в Університеті штату Пенсільванія привели до концепції використання антиматерії для каталізації ядерних реакцій. Антипротони реагували б усередині ядра урану, вивільняючи енергію, яка розбиває ядро на частини, як у звичайних ядерних реакціях. Навіть невелика кількість таких реакцій може запустити ланцюгову реакцію, для підтримки якої в іншому випадку знадобився б набагато більший об'єм палива. У той час як «нормальна» критична маса для плутонію становить близько 11,8 кілограмів (для кулі зі стандартною щільністю), для реакцій, які каталізуються антиречовиною, це може бути менше одного грама.
Було запропоновано кілька конструкцій ракет, які використовують цю реакцію, деякі з яких використовуватимуть реакції поділу для міжпланетних місій, а інші з використанням ядерного поділу (фактично дуже маленька версія бомб Оріона) для міжзоряних місій.

### Магнітоінерційний термоядерний синтез

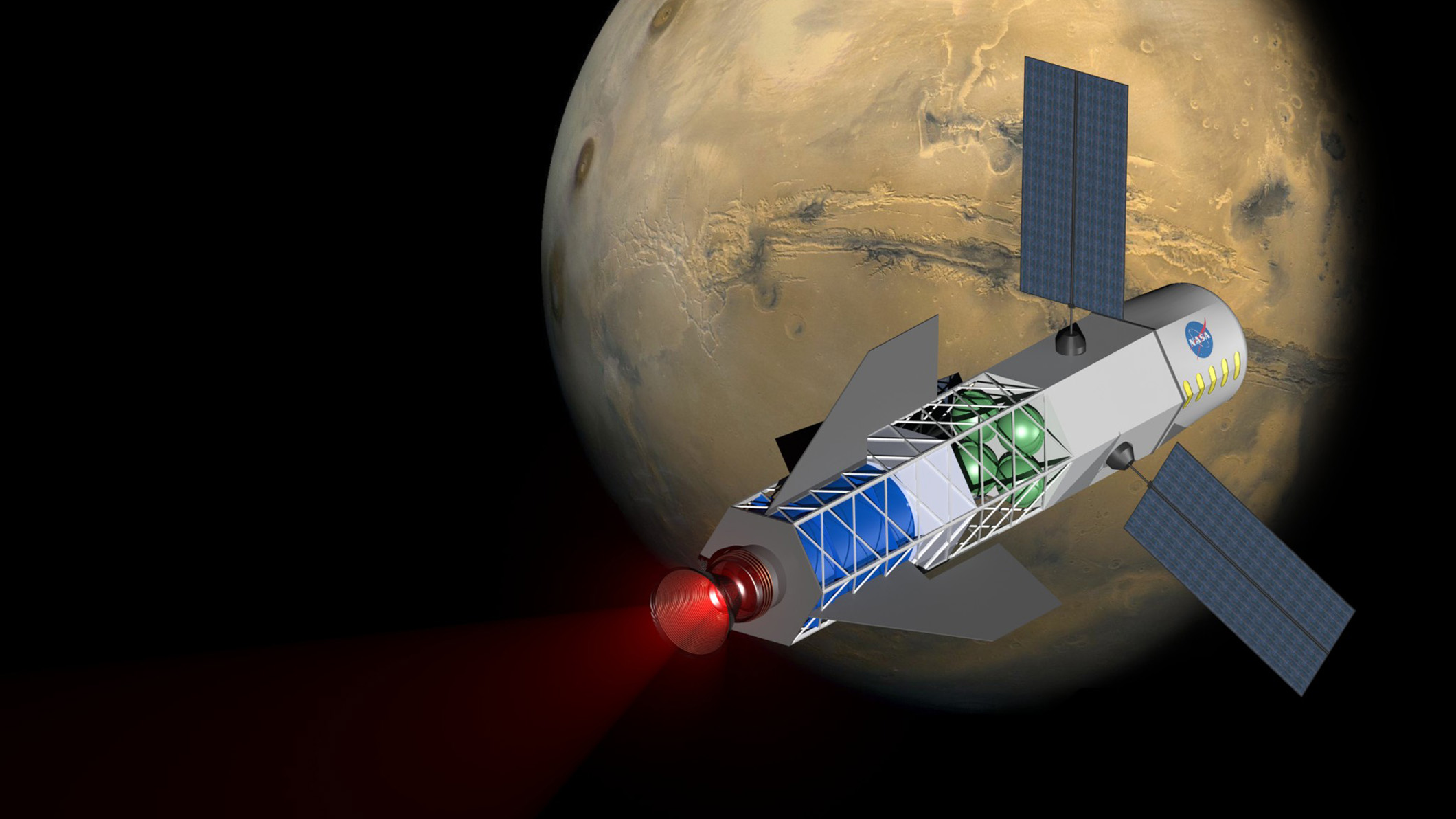
Концептуальне зображення космічного корабля, який летить за допомогою термоядерного синтезу на фоні Марса.

НАСА профінансувало MSNW LLC і Університет Вашингтона в 2011 році для вивчення та розробки термоядерної ракети в рамках програми НАСА Innovative Advanced Concepts NIAC.
У ракеті використовується магнітно-інерційний термоядерний синтез для створення ракети з термоядерним синтезом прямої тяги. Магнітні поля змушують великі металеві кільця згортатися навколо дейтерієво-тритієвої плазми, запускаючи синтез. Енергія нагріває та іонізує металеву оболонку, утворену подрібненими кільцями. Розпечений іонізований метал викидається із сопла магнітної ракети на високій швидкості (до 30 км/с). Повторення цього процесу приблизно щохвилини дало б рух космічному кораблю. Реакція термоядерного синтезу не є самопідтримуваною і потребує електричної енергії для вибуху кожного імпульсу. Оскільки вимоги до електроенергії становлять від 100 до 1000 кВт (у середньому 300 кВт), конструкції включають сонячні панелі для виробництва необхідної енергії.
Стиснення фольгованого вкладиша створює термоядерний синтез у належному енергетичному масштабі. Експеримент для підтвердження концепції в Редмонді, штат Вашингтон, полягав у використанні алюмінієвих вкладишів для стиснення. Однак остаточна конструкція полягала в тому, щоб використовувати літієві вкладиші.
Експлуатаційні характеристики залежать від коефіцієнта посилення енергії синтезу, досягнутого реактором. Очікувалося, що приріст становитиме від 20 до 200, а середнє значення — 40. Вищі прирости виробляють вищу швидкість вихлопу, вищий питомий імпульс і менші вимоги до електроенергії. У таблиці нижче наведено різні характеристики продуктивності для теоретичного 90-денного переміщення на Марс із посиленням 20, 40 і 200.

### Імпульсний двигун ділення-синтезу
Імпульсна установка на основі ядерного синтезу (Pulsed Fission-Fusion, PuFF) заснована на принципах, подібних до магнітно-інерційного термоядерного синтезу. Вона спрямована на вирішення проблеми надзвичайної напруги, спричиненої захисною оболонкою двигуном, схожим на Оріон, шляхом викиду плазми, отриманої з невеликих паливних гранул, які піддаються автокаталізу. реакції поділу та синтезу, ініційовані Z-пінчем. Це теоретична рухова система, досліджена в рамках програми NIAC Університетом Алабами в Хантсвіллі. По суті, це термоядерна ракета, яка використовує конфігурацію Z-pinch, але в поєднанні з реакцією ділення для прискорення процесу термоядерного синтезу.
Паливні гранули PuFF діаметром приблизно 1 см, складаються з двох компонентів: дейтерієво-тритієвого (D-T) циліндра плазми, що називається мішенню, яка зазнає термоядерного синтезу, та навколишньої оболонки U-235, яка зазнає поділу, охопленого літієвий вкладиш. Рідкий літій, який виконує роль сповільнювача, заповнює простір між циліндром D-T і урановою оболонкою. Через рідкий літій проходить струм, утворюється сила Лоренца, яка потім стискає D-T плазму в 10 разів у так званому Z-пінчу. Стиснута плазма досягає критичності і вступає в реакції синтезу. Однак приріст енергії термоядерного синтезу (Q) цих реакцій набагато нижчий за беззбитковість (Q < 1), що означає, що реакція споживає більше енергії, ніж виробляє.
У конструкції PuFF швидкі нейтрони, що вивільняються в результаті початкової реакції синтезу, викликають поділ в оболонці U-235. Результуюче тепло змушує оболонку розширюватися, збільшуючи швидкість її імплозії на ядро D-T і стискаючи його далі, вивільняючи більше швидких нейтронів. Вони знову посилюють швидкість поділу в оболонці, роблячи процес автокаталітичним. Є надія, що це призведе до повного згоряння як ядерного, так і термоядерного палива, що зробить PuFF більш ефективним, ніж інші концепції ядерного імпульсу. Подібно до магнітно-інерційної термоядерної ракети, продуктивність двигуна залежить від ступеня збільшення коефіцієнта посилення термоядерного синтезу цілі D-T.
Один «імпульс» складається з впорскування паливної гранули в камеру згоряння, її споживання через серію реакцій поділу-синтезу і, нарешті, викиду вивільненої плазми через магнітне сопло, таким чином створюючи тягу. Очікується, що для виконання одного імпульсу знадобиться лише частка секунди.